# Гютербок, Бруно
Бру́но Гу́став Гю́тербок (нем. Bruno Gustav Güterbock; 5 марта 1858, Берлин — 24 января 1940, Берлин) — немецкий учёный, занимавшийся частными исследованиями.

## Биография
Гютербок происходил из состоятельной еврейской семьи, перешедшей в христианство. Отец Бруно — банкир Густав Гютербок. Бруно Гютербок изучал лингвистику и в 1882 году защитил докторскую диссертацию в Кёнигсбергском университете. Занимался частными научными исследованиями в Берлине, участвовал в работе Германского восточного общества, где многие годы служил протоколистом. В 1912 году находился на месте раскопок, проводившихся в Амарне Людвигом Борхардтом, где был обнаружен бюст Нефертити. В 1928 году был награждён медалью Лейбница Прусской академии наук.
В 1907 году женился на писательнице Грете Ауэр, дочери швейцарского архитектора Ганса Ауэра. В этом браке родились два сына: Ганс Густав Гютербок, ставший впоследствии хеттологом, и Бруно.

## Сочинения
- Bemerkungen über die lateinischen Lehnwörter im Irischen. Teil 1: Zur Lautlehre. Pöschel & Trepte, Leipzig 1882
- Indices glossarum et vocabulorum Hibernicorum quae in Grammaticae Celticae editione altera explanantur. Hirzel, Leipzig 1881.